# Gagnoa
Gagnoa es un departamento de la región de Gôh, Costa de Marfil. En mayo de 2014 tenía una población censada de 160 465 habitantes.
Se encuentra ubicado en el centro-sur del país, a poca distancia al sur de la presa de Kossou y al oeste del río Bandama.
Esta ciudad es origen del rapero Sachtela Djédjé Evrard, conocido artísticamente como Vegedream, en la cual nacieron sus padres y residió durante unos años de su infancia. En sus canciones hace alusión al término: "C'est le Vegedream de Gagnoa", haciendo referencia con ello a sus orígenes marfileños.